# Anglerill (Clariana de Cardener)
Anglerill o Anglarill és una masia situada al municipi de Clariana de Cardener, a la comarca del Solsonès. Es té constància de l'edificació des del segle XIII, amb implantació medieval., tot i que l'actual edificació està conformada des del segle xviii-xix Pertany a l'entitat de població de Clariana. Els Anglarill procedents d'aquesta antiga casa pairal s'han escampat per la comarca des del segle xiii.
És una masia molt modificada al llarg del temps, amb l'última reforma que li dona un aspecte modernista, en un edifici on s'han emprat gairebé tots els materials i mètodes constructius de cada època. Es troba envoltada de construccions de diverses qualitats i usos relacionats amb l'activitat agrícola.
La masia es troba a 720 m d'altitud, a uns 650 m del municipi de Bergús, al Bages. Es situa en una zona planera envoltada de camps de conreu de secà que limiten amb pinedes de pinassa que es troben en les zones més abruptes. Donada la seva topografia té una conca visual oberta. Es tracta d'un paisatge agroforestal format per camps de conreu que s'alternen amb vegetació boscosa i edificacions aïllades.